# تغيير القاعدة (جبر خطي)

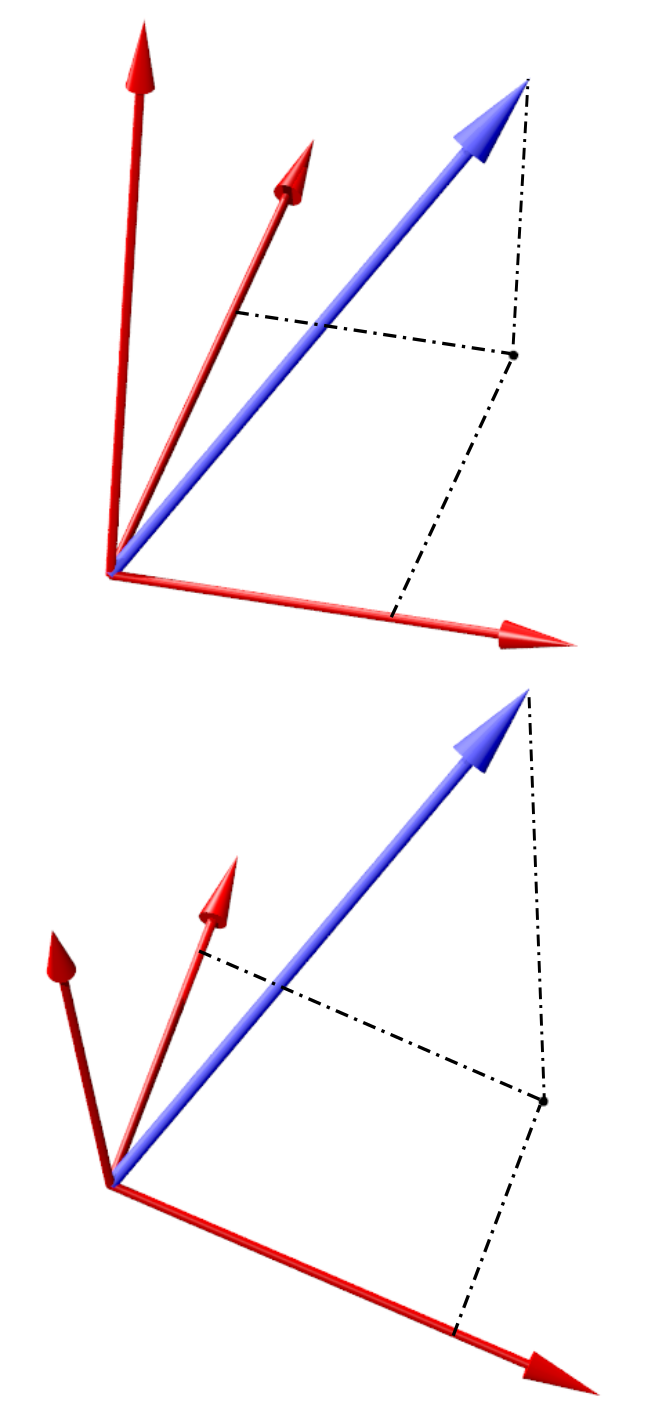

في الجبر الخطي، قاعدة فضاء متجهي (قد تسمى أيضا أساسه) بُعده يساوي n، هي متتالية من المتجهات حيث يُعبر عن كل متجهة من الفضاء المتجهي بتعبير وحيد على شكل تركيبة خطية لهؤلاء المتجهات.